# Panteón Francés de Puebla
El Panteón Francés es un cementerio de finales del siglo XIX y principios del siglo XX que se encuentra en la ciudad de Puebla en México. Se localiza a un costado (al sur) del Panteón Municipal. Algunas fuentes consideran que, junto con el Cementerio de la Piedad, fue uno de los primeros panteones particulares en ser construidos en esta ciudad para regular la sanidad hacia finales del siglo XIX .
El Panteón Francés alberga los restos de los combatientes galos de la Batalla de 5 de mayo de 1862. El cementerio también cuenta con un gran acervo de arquitectura funeraria. Entre las obras que se pueden encontrar figura el Monumento Franco-Mexicano, realizado por el escultor Jesús Corro Soriano; además, muchas de las obras fueron elaboradas por los arquitectos Auguste Leroy, Marcel Desbois y el arquitecto Morin.

## Historia
De acuerdo con Díaz Barriga y Rivero Pastor, el terreno donde actualmente se encuentra el panteón fue solicitado al ayuntamiento de Puebla el 23 de septiembre de 1896 por la Asociación Francesa, Suiza y Belga de Beneficencia y Previsión de México,y se le fue concedido el 11 de octubre de 1897. El terreno fue usado para enterrar a los soldados franceses que murieron en la Batalla de 5 de mayo, ya que estos fueron enterrados en distintos cementerios de la ciudad. Posteriormente, los restos fueron exhumados para ser trasladados al Panteón Francés. Con el paso del tiempo, este fue utilizado para enterrar a personas notables de la ciudad, de la comunidad francesa de Puebla y soldados franceses de la ciudad que participaron en la Primera Guerra Mundial.
Dentro del panteón también se puede admirar el Monumento Franco-Mexicano, cuyo proyecto comenzó en 1896. Sin embargo, fue hasta el 9 de enero de 1901 cuando fue develado. En ese año se contó con la presencia del presidente mexicano Porfirio Díaz para consolidar el acto.

## Ubicación
El Panteón Francés de Puebla está ubicado en la 11 sur 4311, a un costado del Panteón municipal.

## Personajes destacados inhumados en el Panteón Francés de Puebla
| Nombre                           | Fecha     | Actividad                                | Origen                 |
| -------------------------------- | --------- | ---------------------------------------- | ---------------------- |
| Roberto Pastor Arzamendi         | 1896-1935 | Abogado                                  | Veracruz               |
| Rafael Serrano Daza              | 1858-1927 | Maestro, filósofo y orador               | Puebla                 |
| Sergio Benigno Guzmán Esparza    | 1897-1975 | Político (alcalde de la ciudad) y orador | Puebla                 |
| Rodolfo Sánchez Taboada          | 1895-1955 | Político y orador                        | Acatzingo, Puebla      |
| Rafael Prudencio Cañete Escovar  | 1857-1922 | Político                                 | Puebla                 |
| Miguel Marín Hirshmann           | 1851-1927 | Delegado del panteón francés             | Kosoba, Austria        |
| Adrien Reynaud Girouse o Girouss | 1864-1932 | Empresario                               | Veynes, Francia        |
| Hugo Leicht Meyer                | 1881-1952 | Filológo, escritor e historiador         | Hamburgo, Alemania     |
| William Oscar Jenkins Biddle     | 1878-1963 | Empresario                               | Shelbyville, Tennessee |
| Mary Street Jenkins              | 1883-1958 | Esposa de William O. Jenkins             | Estados Unidos         |

## Militares mexicanos excombatientes de laintervención francesaenterrados
| Nombre                                  | Fecha     | Origen                      |
| --------------------------------------- | --------- | --------------------------- |
| Coronel Antonio Flores Ramírez Álvarez  | 1833-1922 | Perote, Veracruz            |
| Teniente Jacinto M. Cuesta              | ¿?¿?-1916 | Desconocido                 |
| Coronel José Guadalupe Tlapale Cargador | 1823-1925 | Izúcar de Matamoros, Puebla |

## Militares franceses que cayeron en laBatalla de 5 de mayo de 1862
| Nombre               | Origen                |
| -------------------- | --------------------- |
| Louis Dieud Gaillard | Desconocido           |
| Raoul Tue            | Desconocido           |
| Alphonse Caillot     | Desconocido           |
| Urbai Heurion        | Outremécourt, Francia |

## Miembros de la beneficencia francesa de Puebla
| Nombre                             | Fecha     | Función                     | Origen                        |
| Fernmín Besnier Orlut              | 1859-1945 | Empresario y benefactor     | Montmoreau, Charente, Francia |
| Alfredo Esmenjaud                  | 1861-1901 | Empresario y benefactor     | Laufet, Francia               |
| Hyacinthe German Aillaud Graugnard | ¿?¿?-1990 | Empresario y benefactor     | Barcelonnette, Francia        |
| Edouard Chaix Chalon               | 1845-1927 | Cónsul de Francia en Puebla | Valence, France               |

## Actualidad
Actualmente, el Panteón Francés puede ser visitado de lunes a domingo de las 8:30 a 16 horas. Cuenta con un importante patrimonio arquitectónico e histórico que puede ser admirado por los visitantes.